# Association sportive féminine de Téboulba
Maillots
L'Association sportive féminine de Téboulba (arabe : الجمعية الرياضية النسائية بطبلبة), plus couramment abrégé en AS féminine de Téboulba, est un club tunisien de handball féminin basé à Téboulba. Créé en 2002, il se distingue d'abord dans les catégories de jeunes avant de remporter ses premiers titres de championnat et de coupe de Tunisie en 2014-2015 sous la direction de Ezzeddine Souissi qui se retire pour céder sa place à Taoufik Mrad.

## Palmarès
- Championnat de Tunisie : 2015, 2022
- Coupe de Tunisie : 2015, 2018
- Finaliste de la coupe de Tunisie seniors : 2009, 2022
- Vainqueur de la coupe de Tunisie juniors : 2009, 2013, 2014
- Finaliste de la coupe de Tunisie juniors : 2015
- Vainqueur de la coupe de Tunisie cadettes : 2011,
- Finaliste de la coupe de Tunisie cadettes : 2005, 2012